# Il mondo gira
Il mondo gira è il secondo EP collaborativo del cantautore italiano Olly e del produttore discografico italiano Jvli, pubblicato il 16 dicembre 2022 dalla Epic.

## Descrizione
Il disco, composto da sette brani, è stato pubblicato durante la partecipazione di Olly al concorso canoro Sanremo Giovani 2022.

## Tracce
1. Una vita – 2:45 (testo: Federico Olivieri – musica: Julien Boverod)
2. L'anima balla – 2:36 (testo: Federico Olivieri – musica: Julien Boverod)
3. Ho un amico – 2:48 (testo: Federico Olivieri – musica: Julien Boverod, Pierfrancesco Pasini)
4. Un'altra volta – 2:05 (Federico Olivieri, Julien Boverod)
5. L'amore va – 2:30 (testo: Federico Olivieri – musica: Julien Boverod, Luca Faraone)
6. Fammi morire – 2:08 (Federico Olivieri, Julien Boverod)
7. Canto alla luna – 2:47 (testo: Federico Olivieri – musica: Julien Boverod)